# Sauce Montrull
Sauce Montrull é uma junta de governo da província de Entre Ríos, na Argentina.